# Paul Wartel
Paul Wartel (* 26. April 1903 in Puteaux; † 27. April 1976 in Antibes) war ein französischer Fußballspieler und -trainer.

## Karriere als Spieler
Wartel spielte als Verteidiger bzw. Außenläufer, und zwar von 1926 bis 1929 für Red Star Olympique, mit dem er 1928 die Coupe de France gewann.
Von 1929 bis 1933 trug er den Dress des FC Sochaux. Mit dieser Mannschaft war er 1931 am Gewinn der Coupe Sochaux, eines Vorläufers der professionellen Division 1, beteiligt. Seine aktive Zeit wurde durch eine Verletzung beendet.

## Karriere als Trainer
Wartels erste Trainerstation war bei der US Saint-Servan-Saint-Malo in der Spielzeit 1933/34. Anschließend arbeitete er beim FC Sochaux mit Jugendmannschaften und war bis 1939 auch als Co-, von 1939 bis 1943 als Cheftrainer tätig. In der Saison 1943/44 trainierte Wartel die Équipe Fédérale Nancy-Lorraine, in der etliche Spieler aus Sochaux standen. Im Finalspiel des Landespokalwettbewerbs konnte Wartel mit dieser „Regionalauswahl“ einen 4:0-Sieg über die Équipe Fédérale Reims-Champagne erringen. In der Saison 1945/46 folgte ein Jahr bei Olympique Marseille, von wo er anschließend wieder nach Sochaux zurückkehrte (bis 1952). Der größte Erfolg mit diesem Club war der Gewinn der Zweitligameisterschaft 1947. Von 1953 bis 1956 war Wartel als Trainer für den RCFC Besançon tätig, ehe er von 1957 bis 1960 erneut die Mannschaft der Lionceaux aus Sochaux-Montbéliard betreute – diesmal als Assistenz- und kurzfristig auch nochmals als Cheftrainer; dabei erreichte er mit seinem Team 1959 zum letzten Mal ein Landespokalendspiel, in dem allerdings Le Havre AC die Oberhand behielt.